# JFマリンバンク
JFマリンバンクとは、日本において、漁業協同組合 (JF) 、水産加工業協同組合および信用漁業協同組合連合会（JF信漁連）の信用事業および全国漁業協同組合連合会（JF全漁連）と農林中央金庫（農林中金）のこれに対応する事業（いわゆる、信用事業）で構成される貯金、貸付等の金融事業の総称。農林中央金庫がいわゆる系統中央機関となる。

## 概要
銀行における預金に相当する貯金を中心に、漁業者への資金融資や各種ローン、クレジットカードの受付などを取り扱う。漁協等の金融事業であることから担い手支援などの漁業者向け融資メニューが充実している事が特徴として挙げられる。
2003年1月施行の再編強化法に基づいた「マリンバンク安心システム」（相互援助制度を更に強化させたもの）と呼ばれるセーフティーネットを構築し、さらに貯金保険制度との2つのシステムにより、組合員を中心とした利用者の貯金を保護している。
なお、JFマリン“バンク”を称し、銀行と同様の事業を行っているが、銀行ではない。
全銀システムには農林中央金庫を介して接続されているが、一部の漁協等は接続されていないため、他金融機関からの振込や口座振替の利用ができない場合がある。

## 事業展開
店舗の多くは漁業者の多い漁港を中心に、漁協や漁協に併設して設置されている。再編強化法施行以降は「一県一信用事業責任体制」として地域漁協が合併し、県域単一漁協として運営されているか、都府県信漁連に信用事業を譲渡し、信漁連の直営もしくは地域漁協が代理店として運営している。北海道などでは地域漁協が独立して運営する再預け転貸方式も見られる。なお、一部店舗網のない県も存在する。

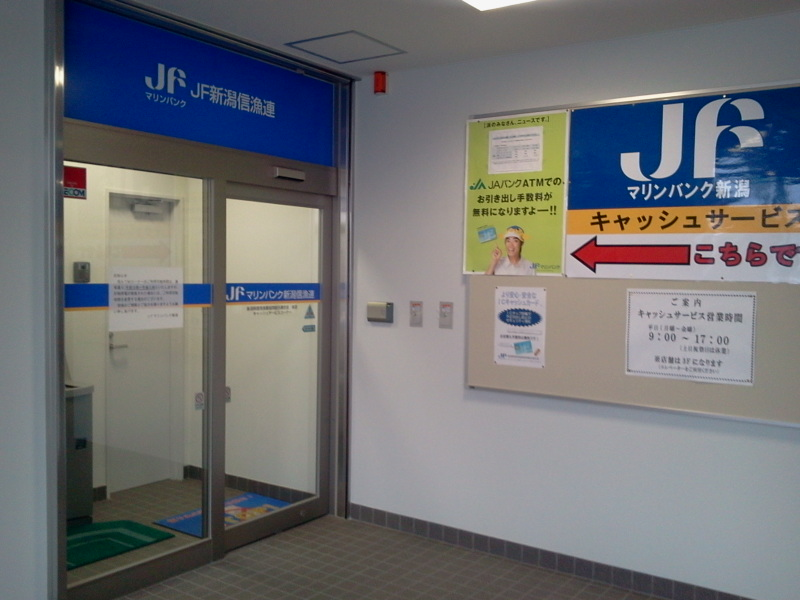
東日本信漁連が新潟県に設置しているATM

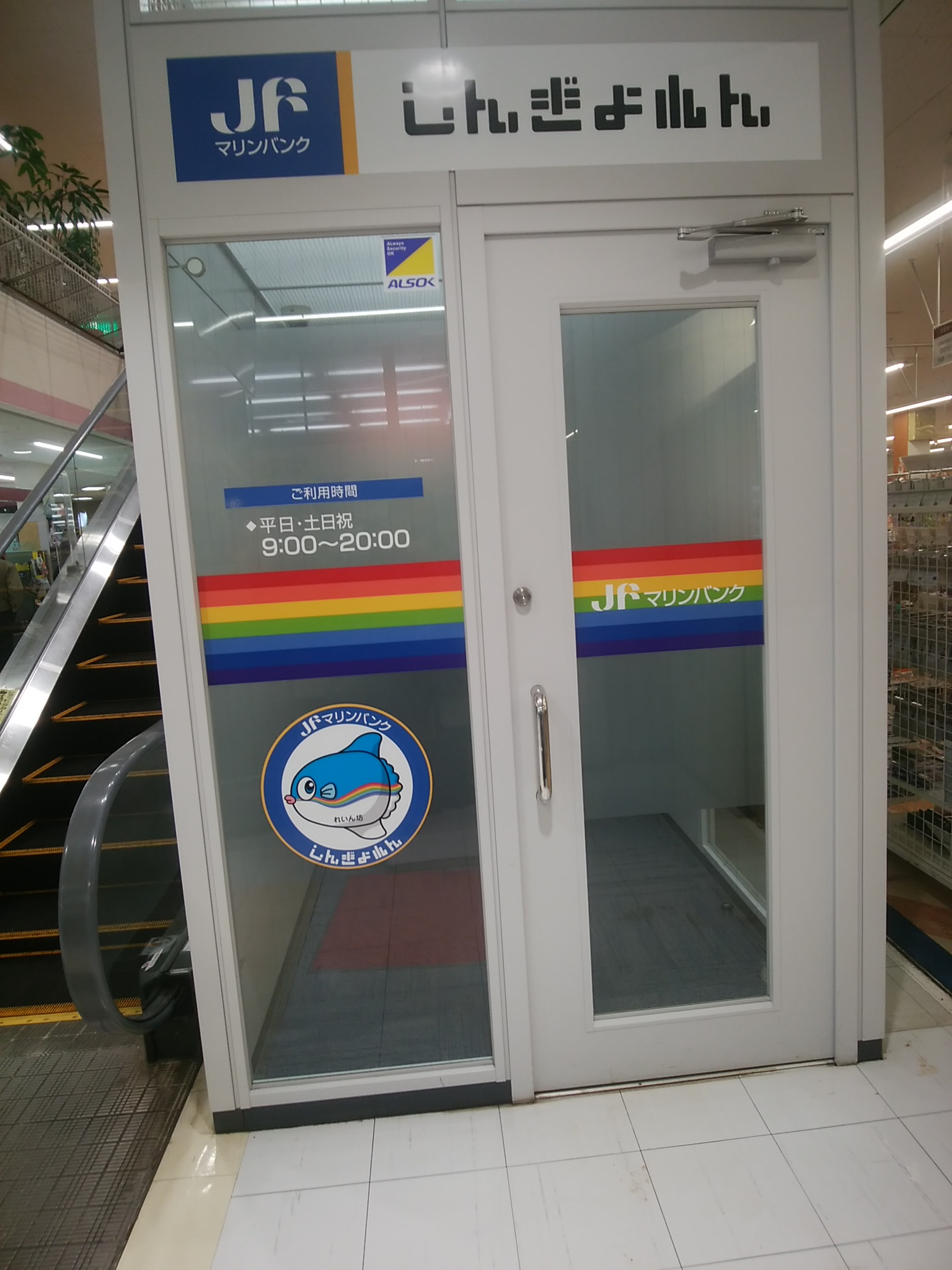
九州信漁連のATM・壱岐イオンにて撮影

### 全国的な再編へ
2017年4月には、兵庫県と和歌山県の複数の県を跨ぐ信漁連である、なぎさ信用漁業協同組合連合会が発足したのを皮切りに、2021年4月に、九州・沖縄地方の6つの信漁連が合併した九州信用漁業協同組合連合会が発足した他、東海・北陸を含む東日本地域の11の信漁連が合併した東日本信用漁業協同組合連合会が発足（2022年4月には、加えて愛知県信用漁業協同組合連合会も合併。2024年4月には、宮城県漁業協同組合の信用事業を譲受）。さらに、2022年11月には、鳥取・香川・高知の各信漁連が合併し、西日本信用漁業協同組合連合会が発足した。

## カード利用について
JFマリンバンクのキャッシュカードは、全国の信用取扱漁協・信漁連店舗窓口やATMでの入金（預入）・出金（引出・払戻）等の取引のほか、「全国キャッシュサービス（MICS）」のネットワークを通じ、JAバンク（農協・都道府県信連）をはじめ、銀行（一部の銀行・商工中金等を除く）・信用金庫・信用組合・労働金庫・イオン銀行の各ATM・CD機でも出金取引ができ、更に郵便局やコンビニエンスストアなどに設置のゆうちょ銀行ATMでも入金・出金取引が可能である。また、セブン銀行とローソン銀行ATMやイーネットATMでも入金・出金取引が可能で、平日日中・土曜日中の指定された時間帯において利用手数料が無料となっている。
2010年4月1日より、全国のJFマリンバンクATMでの入出金手数料がATM稼働時間内において完全無料となったほか、全国のJAバンクATMによる出金についても完全無料化した。さらに、JFマリンバンクのキャッシュカードを用いてゆうちょ銀行ATMにて入出金する場合の手数料が平日8:45-18:00の間に限り無料とされた。なお、カード振込や振替については、信漁連を跨ぐ場合やJAバンクおよび他業態の金融機関のATMでは利用できない。

## PR活動

### キャラクター
現在
- さかなクン（2009年～）

過去
- 榊原郁恵（イメージキャラクター）

### CM・スポンサー
CM
- ラジオCMでは以前はオリジナルのCMソングを放送していた。さかなクンがキャラクター起用されてからは、さかなクンがメッセージを読んでいる。
- 2009年10月から2019年3月まで、単独提供によるラジオ番組『JFマリンバンク海の天気予報』を、放送対象地域の一部が海洋や大きな湖に面しているNRN系列局で平日の午前中に企画ネット番組として放送。ネット局ごとに放送の時間や形態が異なっていたため、全国の放送時間を紹介するページがJFマリンバンクの公式サイトに設けられていた。ただし、東日本大震災の発災（2011年）直後にはスポンサーを一時降板している。

## 関連記事
- 漁業協同組合
- 全国漁協オンラインセンター
- 農林中央金庫
- 日本の漁業協同組合一覧
- JAバンク